# Abogados (serie de televisión)
Abogados es una serie de televisión española de televisión emitida por la cadena Telecinco en 2001.

## Argumento
La serie gira sobre la vida judicial en España, centrando su atención en caso particular sometido a juicio en cada episodio. El hilo conductor son los personajes, entre los que destaca el de Pablo de la Peña (Javier Albalá), un joven que cree en valores de justicia y decide montar su propio bufete. Junto a él, se mueven personajes como Elena Navarro (Carmen del Valle), quien busca compatibilizar su vida profesional y su vida privada, Rodri (Roberto Álvarez), ex-recluso,  Eva (Sonia Almarcha), abogada sin prejuicios, María (Cristina Brondo), que acaba de finalizar sus estudios de Derecho, Lucía (Ana Goya), la secretaria y Cortés (José Luis Pellicena), que vuelve al ejercicio de la abogacía tras un bache personal.

## Audiencias
La serie obtuvo una cuota de pantalla media del 12%, cuando la media de la cadena era del 26%, lo que precipitó su retirada de parrilla cuando sólo se habían emitido 5 episodios de los 11 inicialmente previstos.

## Listado de episodios y artistas invitados
- Partir de cero
  - Ángela Molina
- Corazones rotos
  - Pepón Nieto
- No hay más preguntas
  - Marc Martínez
  - Fernando Ramallo
- Padres e hijos
  - Carlos Ibarra
- El ángel de la guarda